# Horace Parlan
 (juin 2021).
Si vous disposez d'ouvrages ou d'articles de référence ou si vous connaissez des sites web de qualité traitant du thème abordé ici, merci de compléter l'article en donnant les références utiles à sa vérifiabilité et en les liant à la section « Notes et références ».
Horace Parlan, né à Pittsburgh (Pennsylvanie, États-Unis) le 19 janvier 1931 et mort le 23 février 2017 à Korsør (Seeland, Danemark), est un pianiste de jazz américain puis danois.
Il enregistre notamment pour Blue Note Records et SteepleChase Records.

## Biographie
Harlan Parlan commence à jouer du piano à l'âge de 8 ans.
Enfant, il souffre de poliomyélite qui lui occasionne une paralysie partielle de la main droite. Ce handicap le contraint à inventer une façon de jouer unique.
Il quitte Pittsburgh en 1952 pour rejoindre Washington, où il reste cinq ans. Il y travaille avec Sonny Stitt. En 1963, il part à New York pour intégrer l'orchestre de Charlie Mingus, avec lequel il reste près de deux ans et contribue à l'enregistrement de ses albums « Blues & Roots » et « Mingus Ah Um ».
En 1960, Harlan Parlan s'associe avec Eddie « Lockjaw » Davis, puis rejoint Johnny Griffin en 1962, avant de travailler pendant trois ans avec Roland Kirk.
En 1973, il s'établit à Copenhague au Danemark. En 1974, il effectue une tournée en Afrique avec Hal Singer.
Il travaille ensuite avec Archie Shepp.
En 2000, Harlan Parlan reçoit le prix Ben Webster.

## Discographie

### En tant que leader
- Movin' & Groovin' (Blue Note, 1960)
- Us Three (Blue Note, 1960)
- Speakin' My Piece (Blue Note, 1960)
- Headin' South (Blue Note, 1960)
- On the Spur of the Moment (Blue Note, 1961)
- Up & Down (Blue Note, 1961)
- Happy Frame of Mind (Blue Note, 1963)
- Arrival (Steeplechase Records, 1974)
- No Blues (Steeplechase, 1975) : No Blues, My Foolish Heart, Have You Met Miss Jones?, A Theme For Ahmad, Hi-Fly, West Of Eden, Holy Land)
- Frank-ly Speaking (Steeplechase, 1977)
- Goin' Home (Steeplechase, 1977), avec Archie Shepp
- Trouble in Mind (Steeplechase, 1980), avec Archie Shepp
- Blue Parlan (Steeplechase, 1978)
- Hi-Fly (Steeplechase, 1978)
- Musically Yours  (Steeplechase, 1979)
- The Maestro (Steeplechase, 1979)
- Pannonica (Enja, 1981)
- Like Someone in Love (Steeplechase, 1983)
- Glad I Found You (Steeplechase, 1984)
- Little Esther (Black Saint/Soul Note, 1987)
- Alone (Steeplechase)
- We Three (Teichiku, 1997)
- Kojo No Tsuki[2] (M & I Jazz, 1998)

### En tant que sideman
Avec Gene Ammons
- Gene Ammons in Sweden (Enja, 1973 [1981])

Avec Dave Bailey
- One Foot in the Gutter (Epic, 1960)
- Gettin' Into Somethin' (Epic, 1961)

Avec Eddie « Lockjaw » Davis
- Tough Tenor Favorites (Jazzland, 1962) - avec Johnny Griffin
- Goin' to the Meeting  (Prestige, 1962)
- Jaw's Blues  (Enja Records, 1986)

Avec Lou Donaldson
- The Time is Right (1959)
- Sunny Side Up (1960)
- Midnight Sun (1960)

Avec Pierre Dørge
- The Jazzpar Prize (1992)

Avec Booker Ervin
- That's It! (1961)
- Exultation! (1963)

Avec Dexter Gordon
- Doin' Allright (Blue Note, 1961)
- Stable Mable (SteepleChase, 1975)

Avec Langston Hughes
- Weary Blues (MGM, 1958)

Avec Roland Kirk
- Gifts & Messages (1964)
- Slightly Latin (1965)

Avec Charles Mingus
- Blues & Roots (Atlantic, 1959)
- Mingus Ah Um (Atlantic, 1959)
- A Modern Jazz Symposium of Music and Poetry (Doxy, 1957)

Avec Archie Shepp
- Black Ballads (1992)

Avec Zoot Sims
- Motoring Along (1975)

Avec Idrees Sulieman
- Bird's Grass (SteepleChase, 1976 [1985])
- Groovin' (SteepleChase, 1985)

Avec Stanley Turrentine
- Look Out! (Blue Note, 1960)
- Comin' Your Way (Blue Note, 1961)
- Up at Minton's (Blue Note, 1961)
- Jubilee Shout!!! (Blue Note, 1962)
- Salt Song (CTI, 1971)

Avec Tommy Turrentine
- Tommy Turrentine